# Marcel Riesz

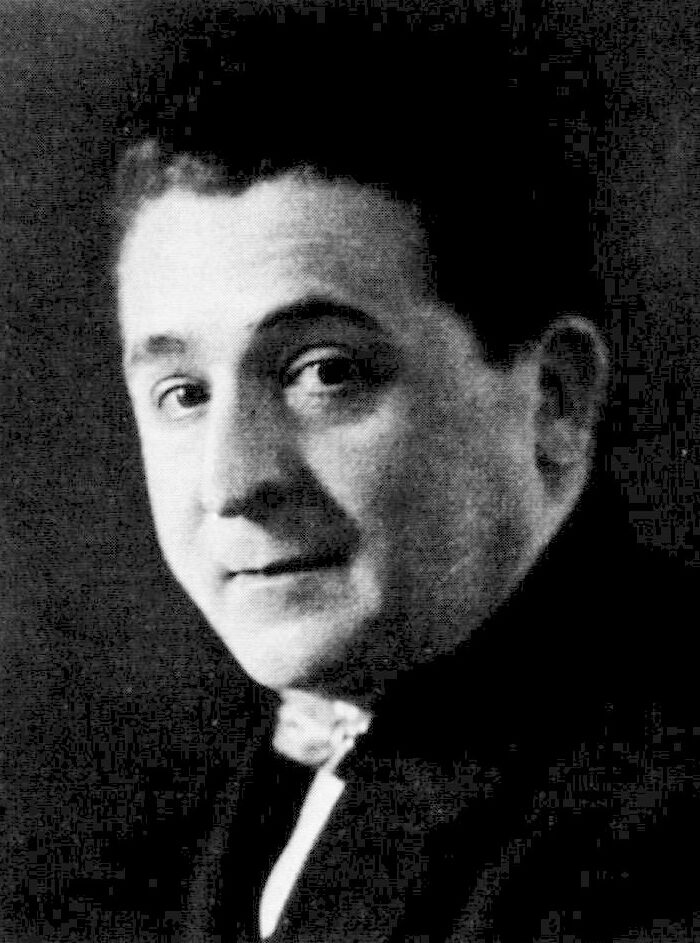
Marcel Riesz omstreeks 1930

Marcel Riesz (Győr, 16 november 1886 - Lund, 4 september 1969) was een Hongaars wiskundige.
Na zijn afstuderen verhuisde hij in 1908 naar Zweden en bracht daar de rest van zijn leven door. Vanaf 1926 was hij professor aan de Universiteit van Lund. Hij stond bekend om zijn werk in de analyse, aan partiële differentiaalvergelijkingen, over divergerende reeksen, Clifford-algebra's en de getaltheorie.
Hij is de jongere broer van de wiskundige Frigyes Riesz.